# Théognis de Mégare
Pour les articles homonymes, voir Théognis (homonymie).
Sauf précision contraire, les dates de cet article sont sous-entendues « avant l'ère commune », c'est-à-dire « avant Jésus-Christ ».
Théognis de Mégare, en grec ancien Θέογνις, est un poète élégiaque grec du VIe siècle av. J.-C., actif vers 540 av. J.-C., longtemps considéré à tort comme un moraliste. Plus de la moitié des poèmes élégiaques conservés avant la période hellénistique sont contenus dans les 1400 vers attribués à Théognis. On appelle le corpus qui lui a été attribué les Theognidea. Les principales informations que nous avons sur lui proviennent de la Souda. Ses poèmes sont écrits en distiques élégiaques.

## Éléments biographiques

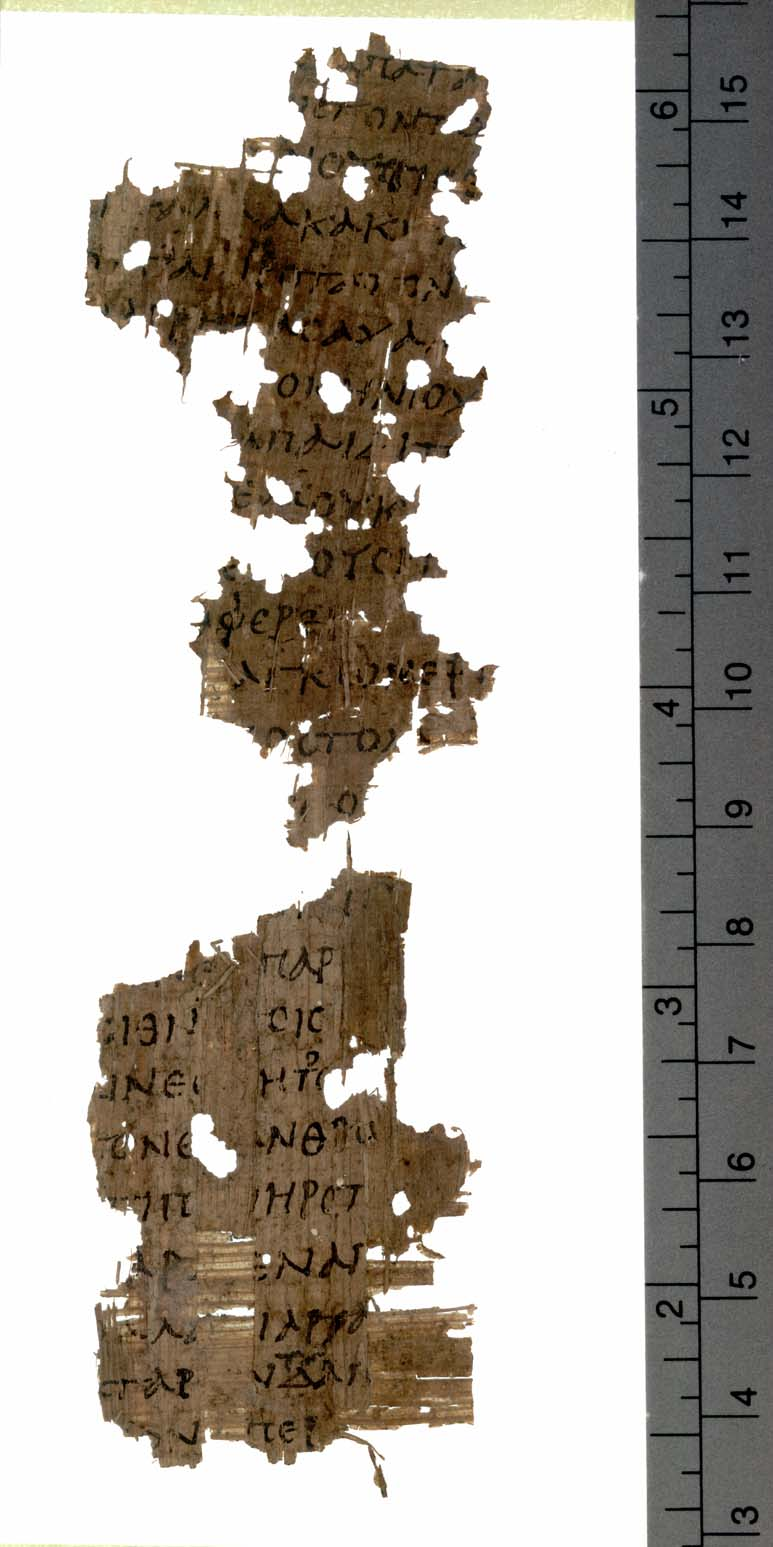
Fragment de papyrus avec les vers 254-278 (éd. Bekker) de Théognis. ap. J.-C. Oxford.

Membre de l'aristocratie dorienne et ennemi du parti populaire, Théognis a peut-être contribué à gouverner Mégare. C'est un aristocrate terrien, mais il s'exila à la suite du coup d'État contre le parti oligarchique et du triomphe de la démocratie. Cet exil, qu'il vécut dans une amertume profonde, le conduisit à Sparte, puis en Eubée, en Sicile et à Thèbes. Théognis voit dans cette mise à l'écart de l'aristocratie l'origine de tous les problèmes de la société. Ne pouvant rien faire contre cela, il en conçoit un haine profonde pour le peuple. Il vécut en outre dans la pauvreté, état qu'il jugeait déshonorant, étant donné ses origines et ses principes. Il mourut probablement à Thèbes.

## Œuvre
Théognis écrit en dialecte ionien. Nous avons de lui, selon Robert Brasillach, environ six cent distiques « moraux » et une soixantaine « d'érotiques ». Poète didactique avec qui l'élégie prend un ton politique et moral, il a pour interlocuteur le jeune noble Cyrnos, fils de Polypaos, auquel il dévoile ses préceptes politiques et moraux. Il fait de sa fierté d'aristocrate et de poète conscient de sa valeur le sujet de ses vers.
Son expérience de la révolution, ou stasis, de Mégare le fait se tourner vers les thèmes de la décadence, de l'effondrement des valeurs aristocratiques, du mythe hésiodique de l'âge d'or et de la dikê, justice humaine à ses yeux absente de la cité. Il s'exprimait avec véhémence contre les rancunes politiques qui séparent les partisans de l'aristocratie (dont il fait partie) et les partisans de la démocratie.
Selon Suzanne Saïd, si ses élégies restent politiques, leur auteur soutient non plus une politique du juste milieu, mais défend le point de vue d'un aristocrate terrien dont les biens ont été enlevés : « Mes champs productifs sont aux mains d'autres hommes et les mulets ne tirent plus pour moi la charrue recourbée. [v. 1200-1201] » Et il formule dans ses élégies des attaques virulentes et des considérations désabusées. Il s'en prend à un monde dans lequel « on n'honore que l'argent [v. 189] », et où des gens sans valeur « juste bons à user autour de leurs flancs leurs peaux de chèvre (...) sont maintenant des gens de bien; tandis que les nobles de jadis sont maintenant des vilains [v. 55-58]. »

### Style
Sur le plan stylistique, il manifeste sa volonté de style (ou volonté d'art: Kunswollen), dans laquelle il voit un aspect fondamental de son travail d'écrivain, et il est probablement le premier poète à en parler :

« Cyrnos, puissent ces vers prémédités porter
Mon sceau, pour que jamais ne s'échappe le voleur
Ou qui voudrait en corrompre l'aloi.
Chacun dirait: "Ce sont les vers de Théognis
Le mégarien, célèbre en toute autre région" (...) [I, 19-23] »

## Jugements et postérité

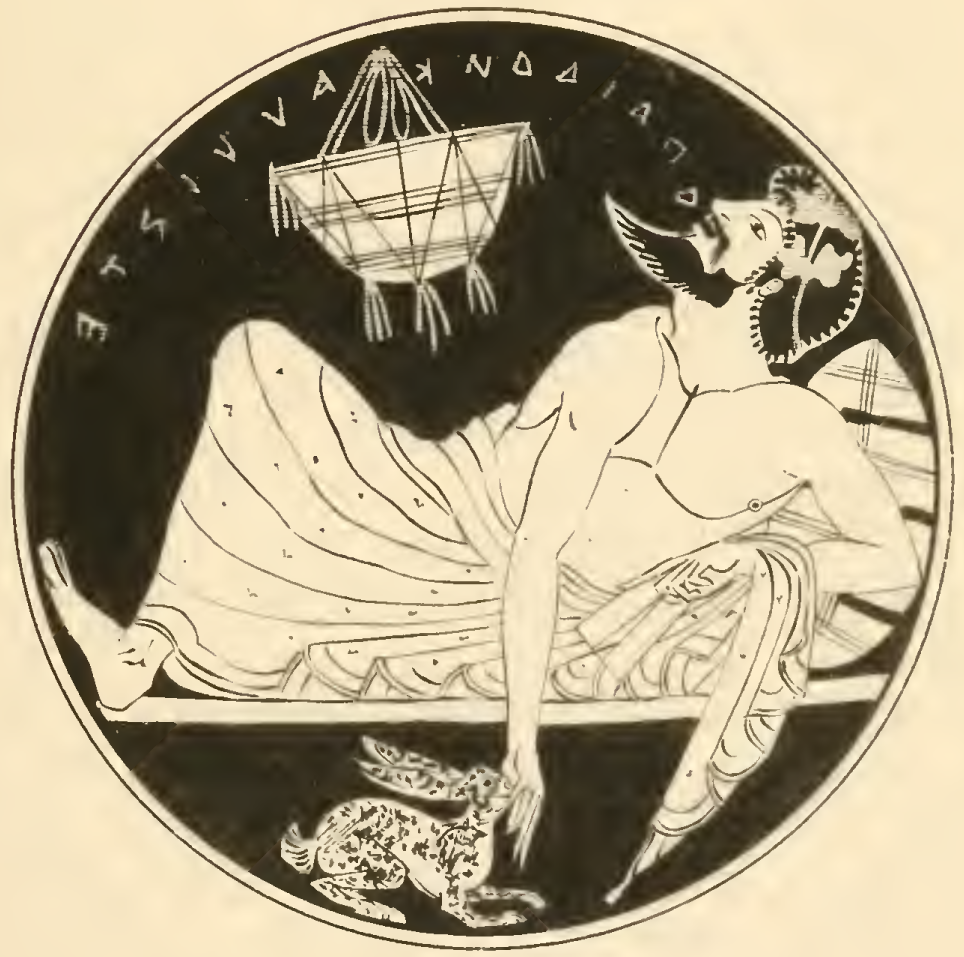
Kylix de Tanagra (Béotie), début du Un participant à un banquet chante « Ω παίδον kάλλιστε » (Ô très bel enfant), premier hémistiche du vers 1365 de Théognis. Musée national archéologique d'Athènes.

Théognis apparaît deux fois chez Xénophon: tout d'abord dans les Mémorables (Livre I, chapitre 2), où Socrate le cite: « L'honnête homme du bien te montre le sentier ; / Le méchant te corrompt et te perd tout entier »; puis il est mentionné au chapitre II du Banquet [de Xénophon]. En outre, Aristote rapporte sous forme de proverbe l'opinion de Théognis soutenant que l'on peut retirer quelque entraînement à la vertu de la vie en compagnie des hommes, dans ce vers : Des gens de bien viennent les bonnes leçons. On conserve aussi de nombreux vers érotiques qui lui sont attribués; également une sentence issue de ses Elégies selon laquelle les médecins méritent des honoraires particuliers s'ils guérissent la perversité et l’aveuglement. Ce qui fait dire à Jean Carrière que « l'époque classique et l'époque alexandrine elle-même n'ont connu Théognis que comme poète moraliste, comme auteur de sentences, comme prudent éducateur de la jeunesse. » Et il faudra attendre le IIIe siècle apr. J.-C., et Athénée, pour que quelqu'un relève la présence de « poèmes frivoles » dans sa production.
Nietzsche a consacré à Théognis son premier grand travail de philologie classique, en 1864, alors qu'il était encore à Pforta, travail qui lui valut les plus hautes louanges de ses professeurs, même si lui s'en disait insatisfait. Cette thèse a été publiée en anglais en 2015.